# Бутков Петро Григорович
Бутков Петро Григорович — (*17 (28) грудня 1775 — †12 (24) грудня 1875) — російський історик, академік Петербурзької АН (з 1841).

## Біографічні відомості
Бутков Петро Григорович народився в слободі Осинове Старобільського повіту 28 грудня 1775 року в дворянській родині. У 16 років, ще юнаком, він потрапляє на військову службу до Володимирського драгунського полку і вже в цьому віці бере участь в військових діях під Анапою. У Перській війні в 1796 році він діє вже як ад'ютант генерал-майора С. А. Булгакова. Тоді ж він вже й розпочинає свою кар'єру історика.
У 1801 році Бутков — голова канцелярії головнокомандувача генерал-лейтенанта Кнорінга, в 1809 році сам в чині генерал-аудитора-лейтенанта працює у фельдмаршала князя А. А. Прозоровського, потім при князях Багратіоні та Каменському керує похідною канцелярією та веде записи про пересування та дії російської армії.
У 1811 році за станом здоров'я полишає службу і перебуває у відставці до 1820 року. Опісля — він знову в активній роботі на посаді директора училищ Воронезької губернії, в 1829 році керує Міністерством Внутрішніх справ. В 1841 році стає дійсним членом Академії наук, а в 1849 році обирається сенатором.
Помирає П. Г. Бутков у віці 82 роки 12(24) грудня 1857 року.

## Творчий доробок
Науковий доробок історика великий: за життя він друкує 58 наукових праць з історії Русі, вивчає літописи, пропагує велике культурне значення Києво-Печерської Лаври, доводить, що Нестор літописець знав грецьку мову і свій літопис писав у Києві — тобто, попри те, що його вважали за російського вченого, Петро Григорович Бутков добре знав історію України, тому й не дивно, що до нього, як до великого авторитета в галузі української історії мав намір звернутись Тарас Григорович Шевченко, задумавши серію офортів «Живописна Україна», в пошуках історичних сюжетів. Про це поет писав у листі до О. Бодянського 29 червня 1844.
Історико-джерелознавчі праці Буткова спрямовано проти спроб представників так званої скептичної школи піддати сумнівові історичну цінність літописів.
Цікаво, але є доведеним й той факт, що так чи інакше, але до розкріпачення сім'ї не тільки Кобзаря, але й всіх кріпаків в 1861 році причетний і старший син Буткова Володимир Петрович Бутков(1813—1881). Він як член Державної ради та Комітету Міністрів був одним з авторів маніфесту про скасування кріпацтва й судової реформи 1864 року.